# 雷希茨乌普韦格
雷希茨乌普韦格是德国下萨克森州的一个市镇。总面积5.13平方公里，总人口2100人，其中男性1065人，女性1035人（2011年12月31日），人口密度409人/平方公里。